# Н’джили (аэропорт)
Международный аэропорт Н’джили (фр. Aéroport de N'djili, ИАТА: FIH, ИКАО: FZAA), также Международный аэропорт Киншаса — международный аэропорт, обслуживающий Киншасу. Крупнейший из четырёх международных аэропортов Демократической Республики Конго. Назван в честь одноимённой реки, протекающей неподалёку.

## История
Аэропорт был открыт в 1953 году, и использовался в качестве хаба для бельгийской авиакомпании Sabena (в колониальный период) и компаний Air Congo и Air Zaïre. Главная взлетно-посадочная полоса аэропорта, протяженностью 4700 м, долгое время была самой длинной в мире. Комплекс реформ, проведенных режимом президента Мобуту, сделал этот аэропорт главными воротами в страну, несмотря на то, что такие аэропорты, как Кисангани и Лубумбаши, имеют возможность приема международных рейсов.
В 1998 году аэропорт стал местом одного из решающих сражений Второй конголезской войны. Силы повстанцев, наступавшие на Киншасу, проникли на территорию аэропорта, но были отбиты зимбабвийскими войсками и авиацией, прибывшими для поддержки правительства Лорана Кабилы.
В связи с низким государственным финансированием, аэропорт не в состоянии внедрить и обеспечить соблюдение всех международных стандартов безопасности. Инфраструктура, построенная более полувека назад, претерпела так мало реконструкций или улучшений, что регулярно становится объектом исключительных мер со стороны ИКАО (обслуживание взлетно-посадочной полосы, пожарные службы, безопасность багажа, меры против риска террористических атак). Его реконструкция, которую должна была провести китайская компания по соглашению в 2007 году, однако тендер выиграла Aéroports de Paris, а китайцы ограничились реконструкцией взлетно-посадочной полосы.
Всем авиакомпаниям, базирующимся в аэропорту запрещены полеты в воздушное пространство ЕС, причиной этого является плохое техническое состояние самолётов и низкое качество ремонта.

## Авиакомпании и направления

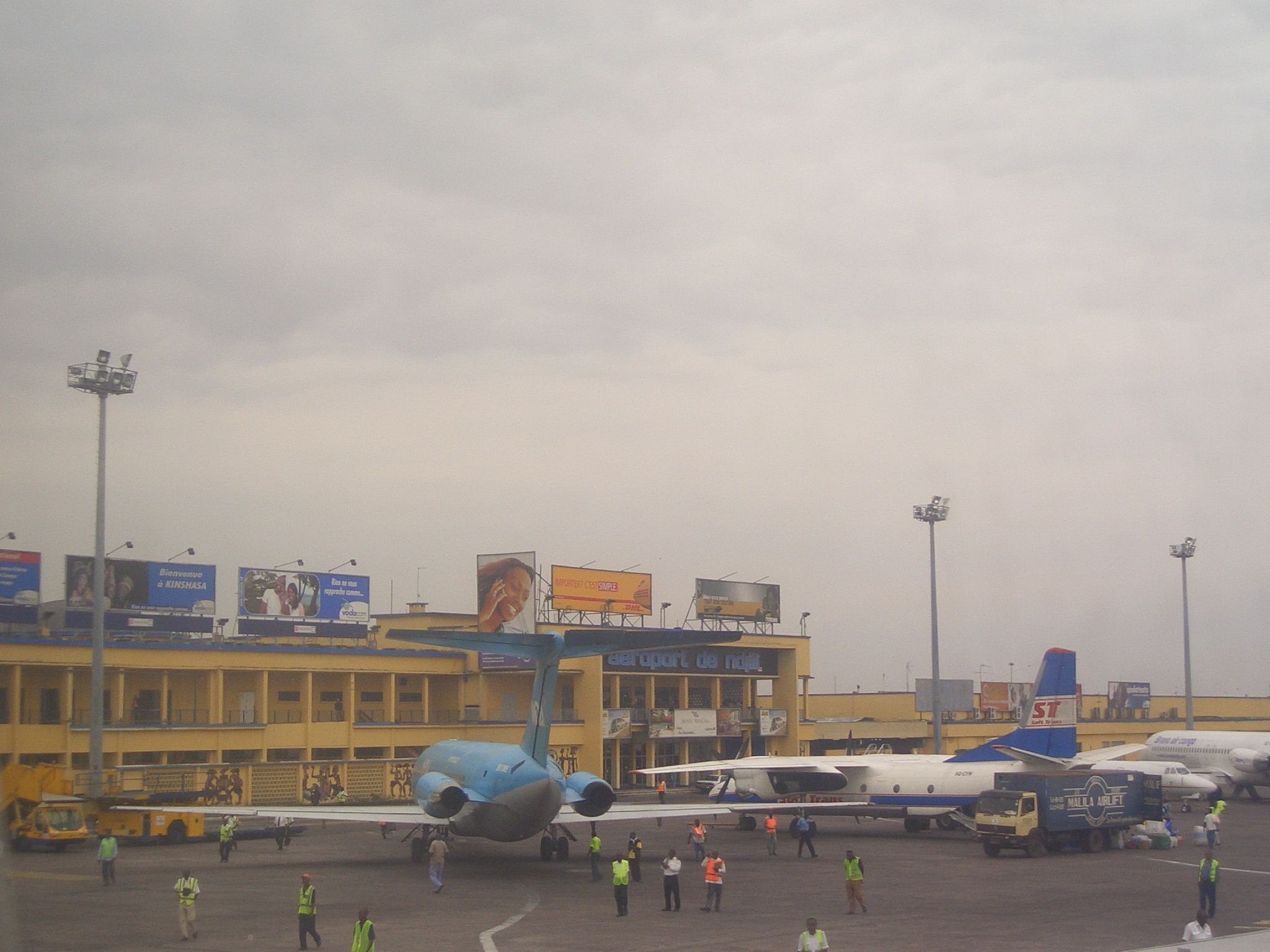
Терминал аэропорта

Ранее связанный с большинством континентов транспортный узел Киншасы, тем не менее, остается самым важным аэропортом в районе Великих озёр. Кроме частых прямых рейсов в такие города, как Париж, Брюссель, Йоханнесбург и Дуала, Киншаса также имеет разветвленную сеть рейсов в основные конголезские города (Кисангани, Лубумбаши, Кинду, Гома, Мбандака, Матади, Кананга, Мбужи-Майи, Букаву).